# Anne de Beauchamp (15e comtesse de Warwick)
Pour les articles homonymes, voir Anne de Beauchamp.
Titre
Comtesse de Warwick et baronne Burghersh
11 juin 1446 – 3 juin 1449
(2 ans, 11 mois et 23 jours)
Anne de Beauchamp (14 février 1444–3 juin 1449), suo jure 15e comtesse de Warwick et 7e baronne Burghersh, est l'unique enfant et héritier d'Henry de Beauchamp, 1er duc de Warwick.

## Biographie
Née le 14 février 1444 à Cardiff, au pays de Galles, Anne de Beauchamp est le seul enfant d'Henry de Beauchamp, 1er duc de Warwick, et de son épouse Cécile Neville, fille de Richard Neville, 5e comte de Salisbury. Ami du roi Henri VI, son père est le dernier représentant mâle de la famille de Beauchamp, détentrice du titre de comte de Warwick depuis 1268. 
À la mort d'Henry le 11 juin 1446, son titre de duc s'éteint faute de descendance masculine, mais ceux de comte de Warwick et de baron Burghersh autorisent la succession par les femmes et reviennent donc à Anne. Par ailleurs, à la mort d'Humphrey de Lancastre, 1er duc de Gloucester, le 23 février 1447, Anne hérite de la seigneurie des îles anglo-normandes, dont la succession avait été auparavant garantie à son père par Henri VI.
Anne devient en l'espace de quelques années l'une des plus grandes héritières d'Angleterre, à l'instar de Marguerite Beaufort, la fille de Jean Beaufort, 1er duc de Somerset. Les deux jeunes filles sont confiées à la garde de William de la Pole, 1er duc de Suffolk, et de son épouse Alice Chaucer. Le couple a vraisemblablement l'intention de marier Anne à son fils et héritier John.
Avant que ce projet puisse se concrétiser, Anne de Beauchamp meurt le 3 juin 1449 dans la résidence d'Alice Chaucer à Ewelme, dans l'Oxfordshire. Elle est inhumée à l'abbaye de Reading auprès de son arrière-grand-mère Constance d'York. Après un examen mené par les juges royaux quant aux éventuels droits des demi-sœurs de son père, le comté de Warwick est finalement accordé à sa tante paternelle Anne de Beauchamp et à l'époux de celle-ci, Richard Neville, tandis que la baronnie Burghersh s'éteint.